# Dème d'Apollonía
Pour les articles homonymes, voir Apollonia.
Le dème d'Apollonía, en grec moderne : Δήμος Απολλωνίας / Dímos Apollonías, est un ancien dème du district régional de Thessalonique, en Macédoine-Centrale, Grèce. Depuis 2010, il est fusionné au sein du dème de Vólvi.
Selon le recensement de 2011, la population du dème s'élève à 3 876 habitants.